# Scavino
Scavino ist eine Ortschaft in Uruguay.

## Geographie
Scavino befindet sich auf dem Gebiet des Departamento San José in dessen Sektor 5 in der Cuchilla Pavón. Der Ort liegt im Südwesten San Josés nahe der Grenze zum Nachbardepartamento Colonia, unmittelbar südöstlich der Stadt Ecilda Paullier. Weitere Ansiedlungen in der Nähe sind das am Río de la Plata gelegene Boca del Cufré im Südwesten und La Boyada in südöstlicher Richtung. Wenige Kilometer südlich entspringt mit dem Arroyo Sauce ein rechtsseitiger Nebenfluss des Arroyo Pavón.

## Infrastruktur
Durch den Ort führt die Ruta 1.

## Einwohner
Die Einwohnerzahl von Scavino beträgt 183 (Stand: 2011), davon 87 männliche und 96 weibliche.
| Jahr | Einwohner |
| ---- | --------- |
| 1963 | -         |
| 1975 | 104       |
| 1985 | 114       |
| 1996 | 152       |
| 2004 | 155       |
| 2011 | 183       |

Quelle: Instituto Nacional de Estadística de Uruguay